# Стратфорд (Оклахома)
Стратфорд (енгл. Stratford) град је у америчкој савезној држави Оклахома.

## Демографија
По попису из 2010. године број становника је 1.525, што је 51 (3,5%) становника више него 2000. године.
| Група             | 2000.         | 2010.         |
| Белци             | 1.176 (79,8%) | 1.171 (76,8%) |
| Афроамериканци    | 11 (0,7%)     | 7 (0,5%)      |
| Азијати           | 0 (0,0%)      | 9 (0,6%)      |
| Хиспаноамериканци | 27 (1,8%)     | 41 (2,7%)     |
| Укупно            | 1.474         | 1.525         |